# Enrique Cerdán Tato
Enrique Cerdán Tato (Alicante, 31 de julio de 1930 - ibídem, 23 de noviembre de 2013) fue un escritor, crítico literario, profesor y periodista español, además de cronista de su ciudad natal.

## Biografía

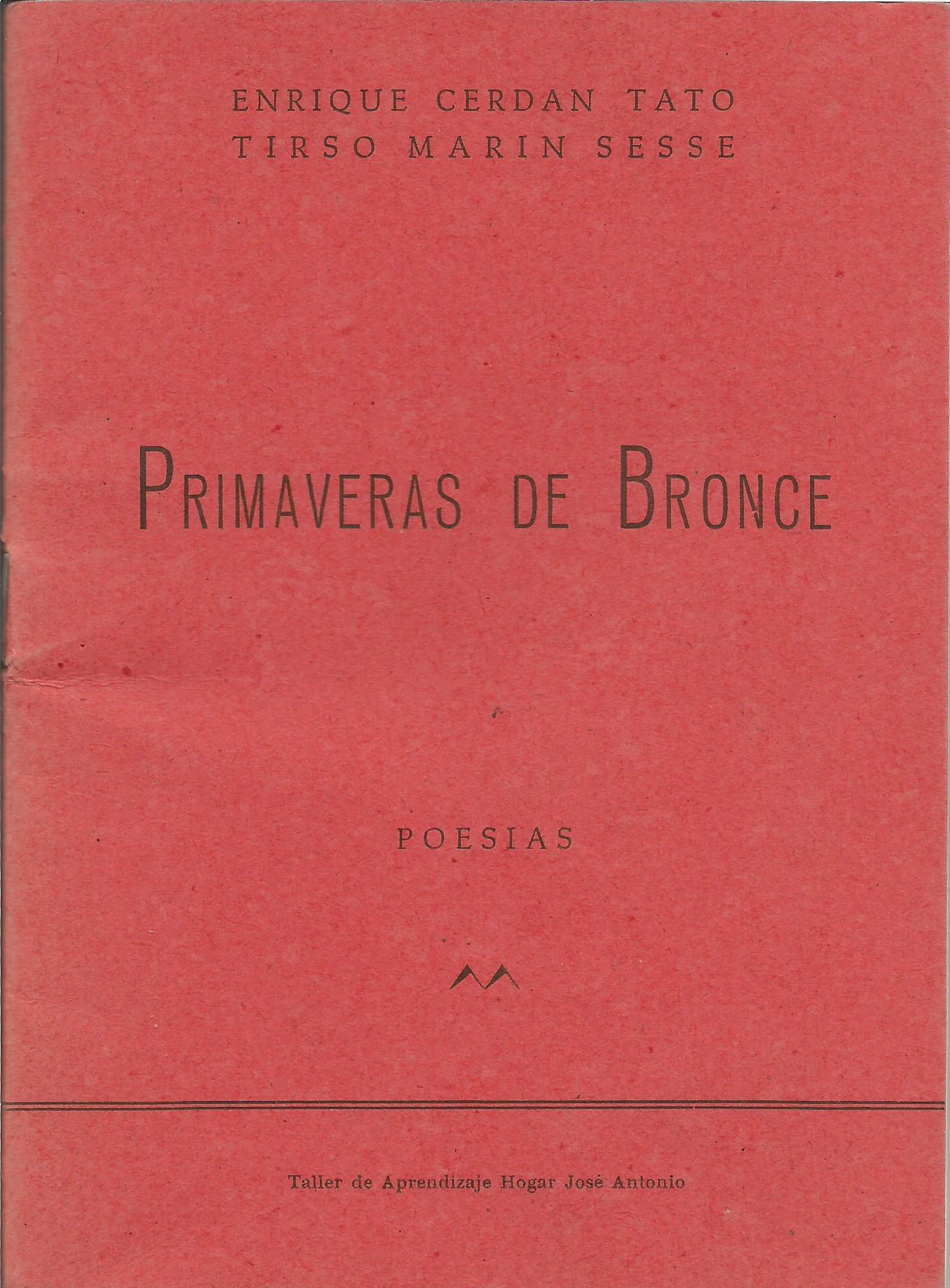
Primer ejemplar de la obra publicado el 13 de mayo de 1952. (Fuente: María Serralba)

Enrique Cerdán Tato ingresó con 17 años en la Academia General del Aire. Más tarde abandonó la carrera militar para centrarse en la docencia. Su primera obra, titulada Primaveras de bronce, está fechada el 13 de mayo de 1952, y fue publicada junto al también periodista Tirso Marín Sessé, siendo impresa en los Talleres de Aprendizaje Hogar José Antonio, en Alicante. Formó parte de la Generación del Horror, un grupo literario que se reunía en el desaparecido Hotel Samper de Alicante. En sus viajes conoció a personalidades como Tomás Salvador, Alfonso Sastre, Lauro Olmo, José Hierro, Concha Lagos, Gerardo Diego, Vicente Aleixandre, Ian Gibson, José Vidal Massanet, Paul Preston, Gabriel Jackson y Camilo José Cela.
En 1956 participó en el Congreso de Jóvenes Escritores de Madrid, celebrado en la Ciudad Universitaria de Madrid. Formó parte del diario Primera Página, lanzado el 23 de marzo de 1968, fundado por Pedro García Munuera y dirigido por Francisco Anglada Anglada. Diario en el que empezó a trabajar el 21 de octubre de 1969. Fue uno de los fundadores, el 25 de noviembre de 1979, de la Unión de Periodistas - Asociación del País Valenciano, de la que fue nombrado primer presidente. Su actividad periodística activa continuó esporádicamente en el periódico La Verdad, así como también en Cambio 16, Interviú, La Calle, Triunfo, Diario de Valencia, Ínsula, La Vanguardia, Las Provincias, La Hora, ABC y El Español.
Cerdán Tato fue una persona comprometida políticamente, lo que le llevó a desarrollar una intensa actividad antifranquista. Militó en el Partido Comunista de España (PCE) y, a partir de 1976, en el Partit Comunista del País Valencià (PCPV).
Publicó cuentos en diferentes revistas como Papeles de Son Armadans, Cuadernos Hispanoamericanos y La estafeta literaria. En 1984 coincidiendo con la alcaldía de José Luís Lassaletta Cano, se encargó del gabinete de prensa del Ayuntamiento de Alicante, trabajo que simultaneó con sus columnas en el diario Información y la elaboración de una de las crónicas de la ciudad de Alicante, Las Gateras (de 1992 a 1997) Es profesor honorario de la Universidad de Alicante, y doctor por el Centre Internacional de Recherches Universitaires de Bélgica y por la Word University de Arizona.

## Premios
Entre sus reconocimiento se encuentran:
- Premio de la Crítica de la Comunidad Valenciana, en 1985.[5]
- Premio de las Letras Valencianas, en 1991.[6]
- Premio Maissonave de la Universidad de Alicante, en 2010.[6][7]
- Libertad de Expresión, de la Unión de Periodistas Valencianos en 2003.[5][6]

## Obra literaria
A continuación se enumeran algunas de sus obras:
- Primaveras de bronce (1954), en colaboración con Tirso Marín Sesse
- El mendigo y otros cuentos (1955), Ed. Silbo
- En la Cima (1956), Ed. Agemundo
- Un agujero en la Luz (1957), Premio Gabriel Miró
- Gargantúa, adaptación y versión de Enrique Cerdán Tato(1960), Ed.Aitana
- La primera piedra (1966), Ed. La Novela Popular
- El Tiempo prometido (1969), Ediciones Comunicación Literaria de Autores, Premio Guipúzcoa
- El lugar más lejano (1970), Ed. Azur, premio Sésamo
- Cazar ballenas en los charcos bajo la luz cenital (1972), Ed. Helios
- Esquema de la Literatura Soviética (1973), Ed. Castellote
- La lucha por la democracia en Alicante (1978), Ed. Casa de Campo
- Ovidi Monllor (1980), Ed. Júcar
- El paseante y otras apariciones (1984), Ed. Noega
- Sombras nada más (1985), Ed, Laia, Primer Premio de la Tertulia Carlos Arniches y Premio de la Crítica de la Comunidad Valenciana.[5]
- El Xiquet que va a pescar en el mar de la traquilitat (1987), Ed. Generalitat Valenciana
- Todos los enanos del mundo (1988), Ed. Aguaclara.
- Monografías Alicantinas (1989), (et al.), Ayuntamiento de Alicante
- La otra cara de la Santa Faz (1989), Ayuntamiento de Alicante
- Introducción a la edición facsimil de la Crónica de Viravens (1989), Ayuntamiento de Alicante
- Historia Antigua (1990), I.E.C. Juan Gil-Albert
- Alicante: la ciudad contada a los chicos (1990),Patronato Munic.Conmemoración V Centenario de la ciudad de Alicante
- Matar con Mozart y 29 atrocidades más (1991), Ed. Aguaclara
- Los cuentos de siempre empezar (1991), I.C. Juan Gil-Albert / Diario La Verdad
- Geografía carcelaria de Miguel Hernández (1992) , Comisión del Homenaje a Miguel Hernández Alicante / Elche / Orihuela
- La estética en el escritor alicantino (1992), Centro Cultural Bancaza
- Los ahorcados del cuarto menguante (1995), Ed. Aitana
- La batalla de las tetas (2000), Institució Alfons el Magnànim
- El Ayuntamiento de Alicante (2002), XXIV Assemblea de Cronistas Oficials del Regne de Valencia
- Antología de la aberración (2003), Comercial Denes, S.L.
- 100 años de periodistas y periódicos (Historia de la Asociación de la Prensa de Alicante) (2004), CAM / Asociación de la Prensa de Alicante